# 13. Unterseebootsflottille
A 13. Unterseebootsflottille foi uma unidade da Kriegsmarine durante a Segunda Guerra Mundial.
Foi fundada no mês de Junho de 1943, sendo reorganizada no mês de Setembro de 1944 quando muitos dos U-Boots chegaram de bases da França. Permaneceu ativo até o final da Segunda Guerra Mundial.

## Bases
| Junho de 1943 - Maio de 1945 | Trondheim |

## Comandante
| Comandante              | Data                         |
| ----------------------- | ---------------------------- |
| Fregkpt. Rolf Rüggeberg | Junho de 1943 - Maio de 1945 |

## Tipos de U-Boot
Serviram nesta flotilha os seguintes tipos de U-Boots:
VIIC e VIIC41

## U-Boots
Foram designados ao comando desta Flotilha um total de 55 U-Boots durante a guerra:
| U-212, U-251, U-255, U-277, U-278, U-286, U-288 |
| U-289, U-293, U-294, U-295, U-299, U-302, U-307 |
| U-310, U-312, U-313, U-315, U-318, U-354, U-360 |
| U-362, U-363, U-365, U-366, U-387, U-425, U-427 |
| U-586, U-601, U-622, U-625, U-636, U-639, U-668 |
| U-673, U-703, U-711, U-713, U-716, U-737, U-739 |
| U-742, U-771, U-921, U-956, U-957, U-959, U-965 |
| U-968, U-992, U-994, U-995, U-997, U-1163       |